# Mordor (schweizerische Band)
Mordor ist eine 1990 gegründete Industrial-Metal- und Funeral-Doom-Band.

## Geschichte
Das nach J.R.R. Tolkiens schwarzem Land benannte schweizerische Projekt Mordor wurde 1990 gegründet. Anfänglich war Mordor als ein experimentelles und rituelles Projekt von Scorh Anyroth und Dam Gomhory nach dem Ende ihrer Black-Metal-Band Arög intendiert. Das später als Debütalbum populär gewordene Odes wurde als Ritual in einer rohen und freien Aufnahme, die nur für die Musiker und einen kleinen Freundeskreis bestimmt war, eingespielt und mit der Label-Bezeichnung Dark Industries versehen. Der Aufnahme lag die Intention zugrunde, eine schlichte zeremoniell-repetitive Musik zu erzeugen.
Odes gelangte über Tape-Trading-Kreise in Umlauf während die Freunde der beiden Musiker sie animierten, die Musik offiziell zu veröffentlichen. Nach der Aufnahme eines weiteren Csejthe benannten Albums 1992, erschienen beide 1992 gemeinsam über das amerikanische Metal-Label Wild Rags Records in Form einer Kompilation. Beide Alben wurden 1995 für eine erneute Veröffentlichung durch Wild Rags Records remastert, neu abgemischt und ergänzt. Bis zu diesen Veröffentlichungen erschienen weitere Kleinstveröffentlichung und Kompilationsbeteiligungen des Projektes, auf welchen Mordor ihren Stil zunehmend in einer Hinwendung zu unterschiedlichen Varianten des Post-Industrials wandelten. Popularität erlangte die Band hingegen rückblickend als „vergessene“ Mitinitiatoren des Funeral Dooms. Insbesondere nach der Veröffentlichung einer Split-EP mit Bunkur über Nuclear War Now! Productions, sowie nach der Ankündigung einer Neuveröffentlichung des Frühwerks über Aesthetic Death Records wurde Mordor erneut Aufmerksamkeit zuteil.

## Stil
Die auf dem Debüt präsentierte Musik wird gelegentlich als früher Drone Doom bezeichnet, meist jedoch als frühe Variante des Funeral Dooms beschrieben. Spätere Veröffentlichungen wurden als Neoklassik sowie als Martial Industrial benannt. Die Musiker beschreiben den von ihnen gespielten Stil als „Dark Industrial“ oder „Blackened Industrial Funeral Doom“. Die Band kombinierte bereits früh diverse Musikstile miteinander, weshalb eine nähere Stilbezeichnung häufig ausblieb. Mitunter wurde die Musik als Melange aus minimalistischem Dark Ambient, Doomiger Musik mit hohen Anteilen des Black und Death Doom sowie eines experimentellen Industrials unter einem für die Band charakteristisch langsamen Tempo beschrieben.

## Diskografie
- 1990: Odes (Album: MC, Dark Industries; 1994: CD, Wild Rags; 2019: Download, Dark Industries)
- 1992: Csejthe (Album: MC, Dark Industries; 1995: CD, Wild Rags; 2019: Download, Dark Industries)
- 1993: The Way of Nihilism (Split-Album mit Gora, Vorsaken, Art’Sneider, Odessa und Cult Of Noise: MC, Dark Industries)
- 1993: And Forget… (Split-Album mit Misanthrope, Shud, Gothic, The Uncanny und Art’Sneider: MC, Incense)
- 1994: Dark Is the Future (Single, Shivadarshana Records)
- 2017: Bunkur/Mordor (Split-EP mit Bunkur: Nuclear War Now! Productions)